# Аренак (окръг, Мичиган)
Окръг Аренак (на английски: Arenac County) е окръг в щата Мичиган, Съединени американски щати. Площта му е 1764 km², а населението - 17 269 души (2000). Административен център е град Стандиш.